# Macrocentrum brevipedicellatum
Macrocentrum brevipedicellatum är en tvåhjärtbladig växtart som beskrevs av John Julius Wurdack. Macrocentrum brevipedicellatum ingår i släktet Macrocentrum och familjen Melastomataceae. Inga underarter finns listade i Catalogue of Life.